# 橡膠紫茉莉
橡膠紫茉莉（学名：Cryptostegia grandiflora），俗稱橡膠藤，是多年生的木本和藤本植物，原產於馬達加斯加西南部。這是一種在澳大利亞北部受關注的野草，此外也被引入到其他大多數熱帶和亞熱帶地區。由於其誘人的花瓣和其乳膠能被製成具商業品質的橡膠而得名。
種子會在雨季的第一場雨後發芽，直到雨季開始前，生長得並不迅速。然而，如果有足夠的水，橡膠藤可以在1個月裏長到高達5米。通常在雨季結束後開花，隨後結果。通常能在橡膠藤上同時找到成熟和未成熟的果實。

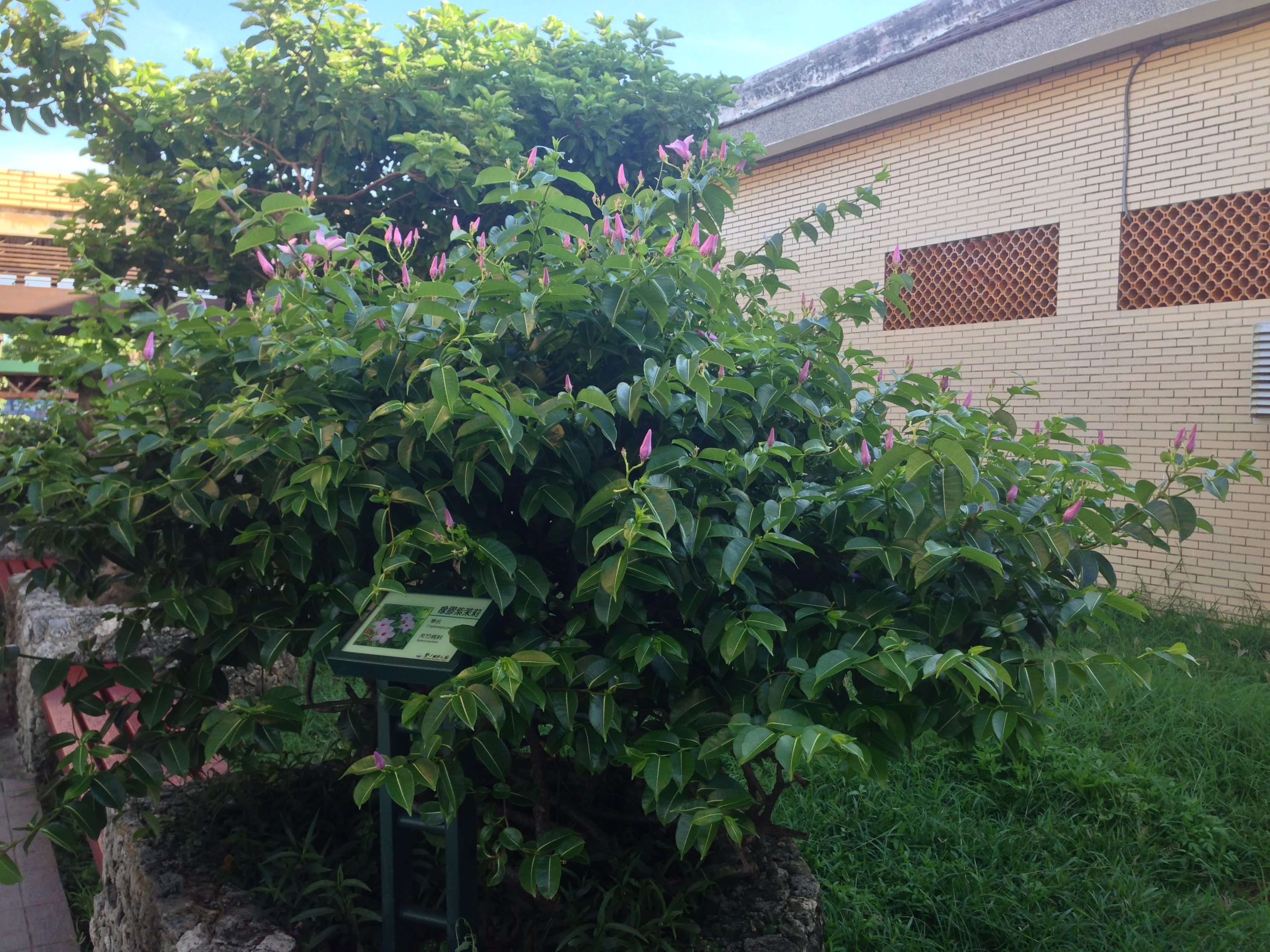
種於貓鼻頭公園的橡膠紫茉莉。

种名grandiflora意为“大花的”。

## 描述
橡膠藤可以長成2米高的灌木，但是當它得到其他植物的支持成為藤本植物後，它可以達到30米長。 橡膠藤在年降雨量400至1400毫米的地區會生長得更好，並能很好地適應季風氣候。它可以在年降雨量1700毫米時作最大限度的成長，但年降雨量400毫米或更少對橡膠藤的種子最好。